# Dølbyvad
Dølbyvad er en bebyggelse på halvøen Salling, beliggende 10 km syd for Breum, 21 km sydvest for Glyngøre og 6 km nord for Skive. Bebyggelsen hører til Skive Kommune og ligger i Region Midtjylland.
Det meste af Dølbyvad hører til Resen Sogn, men et par ejendomme i det sydvestlige hjørne hører til Dølby Sogn. Resen Kirke ligger 2½ km sydøst for Dølbyvad. Dølby Kirke ligger 2½ km vest for Dølbyvad. Dølbyvad ligger ved den gamle landevej mellem Skive og Glyngøre og er nu vokset sammen med Øster Dølby.

## Historie
Bebyggelsen havde tidligere en købmandshandel.

### Jernbanen
Bebyggelsen opstod omkring standsningsstedet Dølbyvad på Sallingbanen (1884-1971). 15. maj 1926 blev der oprettet et billetsalgssted med en lille muret bygning og et sidespor.
Året før havde Dølby Sogn fået trinbrættet Tolstrup på Vestsallingbanen. Det lå kun 1 km fra Vester Dølby og medvirkede til, at benyttelsen af Dølbyvad blev beskeden.
DSB ønskede allerede i 1932 at nedrykke Dølbyvad til ubemandet trinbræt uden sidespor, men fik først lov til det fra 1. januar 1939. Trinbrættet blev nedlagt 3. juni 1956. Den murede bygning, der efterhånden var stærkt forfalden, blev revet ned i 1971, hvor persontrafikken på Sallingbanen også blev nedlagt.
Salling Natursti er en cykel- og vandresti, belagt med stenmel og anlagt på banens tracé næsten hele vejen mellem Skive og Glyngøre.